# بار (فيروزة)
بار (بالفارسية: بار) هي مستوطنة تقع في الجزء الأوسط من مقاطعة نيشابور، في محافظة خراسان رضوي في إيران. يقدر عدد سكانها بـ 4,103 نسمة .